# Függő keletkezés
A pratítja-szamutpáda (szanszkritul: प्रतीत्यसमुत्पाद, páliul: paticcsa szamuppáda, egyszerűsített kínai írással: 緣起), melyet leggyakrabban függő keletkezésként fordítanak magyar nyelvre, a buddhizmus egyik fő tana, amely szerint ok-okozati összefüggés van a pszichológiai jelenségek között. Ez tartja fent a dukkhát (elégedetlenség) a világi tapasztalásokban. Ezt fordítják „függő keletkezés”-nek vagy „függőségben való keletkezés”-nek is. Ez jelenti a második nemes igazság bővebb magyarázatát is.

## Áttekintés
Buddha tanítása azzal kezdődik, hogy részletezi azokat a spirituális problémákat, amelyekkel ő szembekerült. Ez a dukkha, amely közelítőleg annyit jelent, hogy szenvedés, stressz vagy örömtelenség. Magyarázata szerint az élet nem kielégítő, amelyben folyvást hajszoljuk a nem tartós boldogságot. Ez az elégedetlenség szerinte gyakran szomorúsághoz, bánathoz és csalódottsághoz vezet. Folyamatosan ficánkol a tudatunkban, de valahogy soha nem lesz olyan teljesen, mint amilyet szeretnénk. Az érző lények minden pillanatban a boldogságot keresik: az étel a gyomor éhségét csillapítja, a partner a szív vágyait csillapítja, az utód, a szakma és az ambíció a sikeresség utáni vágyakozásában segít, a szavak és gondolatok az intellektuális éhséget enyhítik. Ezek egyike sem tökéletesen kielégítő. Végül mindenkinek meg kell halnia, hátrahagyva mindent, amit addig keservesen összekuporgatott. Ráadásul továbbra sem szűntek meg az elégedetlenséget szülő álmok. Ezek halálunk után sem szűnnek meg (lásd szanszára és újraszületés). Erről a spirituális problémáról gondolta azt a történelmi Buddha, hogy érdemes megoldani.
Buddha a szanszárát nem egy fizikai helynek írta le, hanem egy olyan folyamatnak, mely során örömöket és vágyakat gyűjtünk és fogyasztunk. A buddha erre a problémára kereste a megoldást. A páli kánon Buddhát egy tehetséges orvoshoz hasonlítja, aki egy betegséget diagnosztizált, majd előállt egy gyógymóddal. Buddha megállapította a problémát (dukkha), majd azt is, hogy miért marad is marad fent (az első két nemes igazság). Ezután megnyugtatta hallgatóságát, hogy létezik egy mód a dukkhától való megszabadulásra (a harmadik nemes igazság). Végül leírta, hogy milyen módszerrel érhető el a teljes megszabadulás (nemes nyolcrétű ösvény (a negyedik nemes igazság).
Általában a pratítja-szamutpáda a második nemes igazság kifejtése, amelynek állítása szerint a dukkhának van oka. Az okokkal való nemtörődés miatt vándorlunk szüntelen a szanszárában összezavarodva, elégedetlenül és nyugtalanul. Ha ki tudunk fejleszteni teljesen ellentétes tényezőket, amelyek nem tartják fent a dukkhát, és ha az okokat teljesen elhalványítjuk, akkor elérhető a teljes megszabadulás.

## A 12 oksági láncszem (12 nidána)
Először a páli, utána a szanszkrit név magyaros átirata szerepel.
1. aviddzsa / avidja: tévelygés, nem tudás. A látásmódra, világszemléletre vonatkozik, annak az igazságnak a nemtudására, hogy minden földi, e világi dolog nélkülözi az állandó ént, azaz örökkévaló szubsztanciális lét nélkül való, mulandó és szenvedés-teli. Ahol felmerül a nem-tudás, ott keletkezik a késztetés – akár a megismerés felé is. Gyökerei: lobha, dosa, mokha (öröktől, nemzedékeken keresztül létező és teremtő erő – kulturális szokások, szemléletek)
2. szankhára / szanszkára: késztetések, a karma-alkotó ösztönző erők, amelyek meghatározzák a sorsot az újra-megtestesüléskor (hiedelmek, látomások, ösztönök, képességek, programozott reakciók, reflexek, késztetések mindezeknek a kifejezésére). A génkészlet információi. A szülők tettei/vágyai.
3. vinnyána / vidnyána: tudatosság, tudat. Az alakuló személyiség karmikus feltételektől meghatározott szellemi magja, amely a fogamzáskor jut be az anyaölbe. A majdani Én-ség és a külvilág tudata a zigóta osztásával kifejlődik. Ez az első dualitás.
4. námarúpa / námarúpa: név és forma, a személyiség (egyén) szellemi és testi alkotórészei, az anya testében létrejövő öt khandha (lásd lentebb) kapcsolata; a folyamatosan átalakuló egyéniség, a khandhák beindulása/működése.
5. szalájatana / sadájatana: a hat érzékszerv, az érzéki észlelés és a gondolkodás szervei, amelyek az új lényben keletkeznek, amelyek segítségével kapcsolatba kerül a külvilággal.
6. phassza / szparsa: kapcsolódás, érintkezés, az érzékek és a gondolkodás érintkezése a külső világgal, amely a születéskor kezdődik meg.
7. védana: érzés, a kiváltott érzet, amelyet az érzékeknek a tárgyakkal való kapcsolata idéz elő, majd elraktározódik.
8. tanha / trisna: sóvárgás, vágyakozás, az érzéki vágy, szomj, elsősorban a nemi vágy, amelynek jelentkezésével – az indiai elképzelés szerint – a karma-létrehozás tulajdonképpen megkezdődik. Az új érzetek iránti vágy.
9. upádána / upádána: a ragaszkodás, az élet utáni vonzódás/kötődés, vagyis az intenzív vágyakozás – szó szerint: birtokbavétel – az érzéki világ birtokbavétele, hasonlóan ahhoz, ahogy a tüzelőanyagot birtokba veszi a láng.
10. bhava / bhava: a létesülés, azaz a karma előidézése, ami az új létezés előfeltétele, az egyik létből a másikba való átmenet feltétele. A testet öltés beteljesülése, maga a biológiai létezés és a tapasztalat folyamata. A hétköznapi élet/élés.
11. dzsáti / dzsáti: (új) születés.
12. dzsarámarana / dzsarámarana: öregség, betegség, fájdalom, szenvedés, halál.

## Értelmezés
A Tan Kapuja Buddhista Főiskola egyik tankönyvében Tenigl-Takács László a következőképpen magyarázza el a láncolatot:
|  | „Ha az ember nem-tudásban él (tévelygés), vagyis nincs tudatában önnön szabadságának, és csak saját lételemeihez kötözötten képes létezni, akkor testi, nyelvi és tudati síkon késztetései támadnak arra, hogy érvényre jusson ebben a létezésben. E késztetések csomópontjában kialakul tudat-magja (tudatosság),ami a létezést már csak a „név-alakzat” (név és forma) kettősségben, vagyis alany-tárgy relációban képes szemlélni. A tárgyvilágra sóvárgó tudat-mag a létet az öt érzékszerv és a gondolkodás alapján hat tartományban (hat érzékszerv) éli meg. Ezekben a „tartományokban” történik meg az érzékelés (kapcsolódás), az alanyi és tárgyi tartalmak folytonos érintkezése. Az ebből keletkező érzetek (érzés) visszahatnak a folyamat hátterében álló éntudati magra, ami az érzeteket megítéli és kategorizálja. A tapasztalás során az éntudat énképzetté alakul át, ez rászokik arra, hogy az érzeteket jónak, rossznak, kellemesnek, kellemetlennek stb. minősítse, és önmagát ebben a minősítésben élje meg. Így alakul ki a létszomj (sóvárgás), a tapasztalás szomjazása, ami az énképzetet saját tárgyvilágához köti (ragaszkodás). Ez a szomj és ragaszkodás olyan erő, amely a tapasztalót újra meg újra a létesülés felé löki. A létesülés azonban a keletkezés és elmúlás, a születés és vénülés-halál törvényeinek alávetett, ezért arra az emberre, aki önmaga biztonságát a tárgyi és tudati tartalmakban keresi, szenvedés, gond, panasz, fájdalom, szomorúság és csüggedés vár.” |
|  | |

Ha a fentieket összevetjük a Négy Nemes Igazság tanával, úgy egyértelműen kiderül, hogy a Függő Keletkezés elve valójában az első két igazság gondolatmenetét fűzi tovább.

## Külső hivatkokzások
- A Buddha Ujja – A Függő Keletkezés definíciója Archiválva 2013. augusztus 1-i dátummal a Wayback Machine-ben
- A Buddha Ujja – A Függő Keletkezés elvének kifejtése a Négy Nemes Igazság tanából Archiválva 2015. szeptember 30-i dátummal a Wayback Machine-ben
- SN 12.2 A Függő Keletkezés elemzése Archiválva 2013. augusztus 1-i dátummal a Wayback Machine-ben
- SN 12.23 Előfeltételek Archiválva 2015. szeptember 30-i dátummal a Wayback Machine-ben
- DN 15 Az okról szóló nagy beszéd Archiválva 2015. szeptember 30-i dátummal a Wayback Machine-ben
- A jógácsára filozófiája